# Comune di Holmegaard
Il comune di Holmegaard fino al 1º gennaio 2007 è stato un comune danese situato nella 
contea della Selandia Occidentale, il comune aveva una popolazione di 7 643 abitanti (2006) e una superficie di 66 km². Capoluogo era la cittadina di Fensmark.
Dal 1º gennaio 2007, con l'entrata in vigore della riforma amministrativa, il comune è stato soppresso e accorpato ai comuni di  Fladså, Fuglebjerg e Suså per dare luogo al riformato comune di Næstved compreso nella regione della Selandia.